# محمد جلال كشك
محمد جلال كشك (20 سبتمبر 1929 إلى 5 ديسمبر 1993)، هو مفكر إسلامي مصري.

## نشأته
ولد في بلدة المراغة بصعيد مصر عام 1929م، وكان والده يعمل قاضياً شرعياً في تلك الفترة.

## دراسته
تلقى تعليمه الأولي والثانوي بالقاهرة، والتحق بعدها بكلية التجارة بجامعة القاهرة عام 1947 ليتخرج منها عام 1952.

## تحولاته الفكرية وحياته العملية
اعتنق الشيوعية عام 1946، وكان من مؤسسي الحزب الشيوعي المصري، وبعد خمس سنوات من الانتظام في الحركة الشيوعية المصرية اعتزل جلال كشك الحزب الشيوعي عام 1950م على أثر خلاف حول الكفاح المسلح في القناة والموقف من حكومة حزب الوفد.
يقول جلال كشك: “هنالك فترة مرّ بها كل ماركسي في أطوار تخليه الرسمي عن العمل في الحزب يقول فيها: إن الماركسية فلسفة عظيمة، إلا أن الماركسين العرب انحرفوا عنها، وهذا في الواقع بسبب فساد الماركسية نفسها”.
وعاش حالة من عدم الانتماء حتى عام 1958م حين تبيّن له بصورة واضحة ما ارتآه "خيانة الشيوعيين للفكر العربي حينما عارضوا الوحدة العربية"، وفي عام 1962م كتب سلسلة مقالات بعنوان (خلافنا مع الشيوعيين) فردت عليه جريدة البرافدا السوفيتية وكانت أول مرة تهاجم صحفياً مصرياً بالاسم وقالت: “إنّ استمرار جلال كشك في الصحافة المصرية يسيء للاتحاد السوفييتي”، فأخرج من حقل الصحافة عام 1964م إلى عام 1967م, حيث قضى ثلاث سنوات حرم فيها من حق العمل؛ أي عمل، ثم أعيد للعمل في مؤسسة (أخبار اليوم).
لجلال كشك ثلاثة عشر مؤلفاً إسلامياً، وخمس كتب كتبها في المرحلة الشيوعية منها كتاب (الجبهة الشعبية) الذي كان يدرس في مناهج الأحزاب الشيوعية المصرية. أقام جلال كشك وأسرته في بيروت طيلة مرحلة السبعينات حيث عمل صحفيا بجريدة الحوادث اللبنانية.

## خلافه مع لويس عوض
هاجم جلال كشك كتابات لويس عوض ونظرياته التاريخية، واعتبر أنها امتداد للمدرسة الاستعمارية في تفسير التاريخ، ووصفه بأنه أحد مزوري التاريخ انطلاقاً من بعض المواقف كثناء لويس عوض على المعلم يعقوب ووصفه إياه بالوطنية والتحرر.

## خلافه مع محمد حسنين هيكل
كذلك عانى الصحفي محمد حسنين هيكل من قلمه اللاذع، فقد خصص كشك له كتب "ثورة يوليو الأمريكية"، و"الفضيحة.. هيكل يزيف التاريخ"، و"الناصريون قادمون"، وكذا كتبه "كلمتي للمغفلين"، و"ودخلت الخيل الأزهر"، و"إيلي كوهين من جديد". لقد انتقد تلاعب محمد حسنين هيكل بالتاريخ حسب مصلحة جمال عبد الناصر وأطلق عليه لقب مؤرخ الناصرية.

## وفاته
توفي المفكر محمد جلال كشك عن عمر يناهز 65 عاماً إثر أزمة قلبية فاجأته خلال مناظرة تلفازية أقيمت في العاصمة الأمريكية واشنطن بينه وبين الدكتور نصر حامد أبو زيد حول أفكاره التي تمس العقيدة الإسلامية.
خلال المناظرة التلفازية التي أجراها مع نصر حامد أبو زيد في محطة التلفاز العربية الأمريكية في واشنطن حول قضية التطليق التي رفعها أحد المواطنين ضد أبوزيد، واعتبرها دليل تعصب وإرهاب من الإسلاميين، أكد جلال كشك أن القضية ليست قضية التطليق، بل هي التزوير، وهل يصح لمن يزوِّر النصوص، ويختلق الوقائع، لإثبات رأي مسبق في حالة ما، ويندفع في هذا الاتجاه إلى درجة التلفيق، هل يجوز لمثل هذا الشخص أن يبقى ضمن هيئة التدريس في جامعة محترمة؟ واحتدت المناقشة إلى درجة كبيرة، فأصيب الأستاذ كشك بأزمة قلبية حادة فاضت روحه على إثرها في 21 جمادى الآخرة الموافق 5/12/1993م، ودُفن في مصر، وأوصى أن تدفن معه في مقبرته ثلاثة كتب: «السعوديون والحل الإسلامي»، «ودخلت الخيل الأزهر»، «وقيل الحمد لله».

## قائمة بكتب جلال كشك
1. مصريون لا طوائف، 1950.
2. الجبهات الشعبية، 1951.
3. قانون الأحزاب، 1952.
4. روسي وأمريكي في اليمن، 1957.
5. شرف المهنة، 1960.
6. الغزو الفكري، 1964.
7. الماركسية والغزو الفكري، 1965.
8. القومية والغزو الفكري (الحق المر، دراسة في فكر منحل)، 1966.
9. الطريق إلى مجتمع عصري (أخطر من النكسة)، 1967.
10. النكسة والغزو الفكري (ماذا يريد الطلبة المصريون؟)، 1968.
11. إيلي كوهين من جديد (الجهاد ثورتنا الدائمة)، 1969.
12. الثورة الفلسطينية (طريق المسلمين للثورة الصناعية، ماذا يريد الشعب المصري؟، ودخلت الخيل الأزهر، 1970.
13. النابالم الفكري، 1971.
14. حوار في أنقرة، 1973.
15. كلام لمصر، 1974.
16. مغربية في الصحراء (وقيل الحمد لله)، 1975.
17. منابع ثورة مايو، 1976.
18. السعوديون والحل الإسلامي، 1980.
19. خواطر مسلم في المسألة الجنسية، 1984.
20. خواطر مسلم في: الجهاد، الأقليات، الأناجيل، 1985.
21. قيام وسقوط إمبراطورية النفط، 1986.
22. كلمتي للمغفلين، 1988.
23. ثورة يوليو الأمريكية، 1988.
24. الناصريون قادمون، 1989.
25. جهالات عصر التنوير، 1990.
26. الجنازة حارة، 1991.
27. ألا في الفتنة سقطوا، 1992.
28. بعد رحيله (قراءة في فكر التبعية)، 1994.
29. ودخلت الخيل الأزهر

## وصلات خارجية
- محمد جلال كشك على موقع أرشيف الشارخ.